# Alexander Unzicker
Gerhard Alexander Unzicker, född 13 mars 1965 i München i dåvarande Västtyskland, är en tysk gymnasielärare, amatörfysiker och författare av facklitteratur. 
Unzicker studerade fysik och juridik i München, men disputerade år 2001 i  neurovetenskap. Han blev därefter känd genom böcker i vilka han i provocerande stil ställer sig kritiskt till moderna fysikaliska teorier.  
I boken Vom Urknall zum Durchknall – Die absurde Jagd nach der Weltformel kritiserar han standardmodellerna inom kosmologi och teoretisk fysik som byggande på alltför många oförstådda fria parametrar. Han avfärdar konstruktioner som ”kosmisk inflation” och ”parallella universa” men han bedömer ”strängteorin” som ofarlig, eftersom den helt saknar anknytning till verkligheten. Boken utgavs år 2010 och tilldelades utmärkelsen ”årets vetenskapsbok”, under rubriken ”kontroversiellt ämne”. En engelskspråkig bearbetning (författad tillsammans med Sheilla Jones) utkom år 2013 under titeln Bankrupting Physics – How Today's Top Scientists are Gambling Away Their Credibility.
I ytterligare publikationer hävdar Unzicker att den fysikaliska standardmodellen har förlorat sin trovärdighet på grund av dess komplikationer och att dyra storskaliga experiment av den typ som bedrivs vid CERN saknar transparens. Han tvivlar också på att de data som har presenterats av CERN bevisar den sökta higgspartikelns existens.
Unzicker är gymnasielärare och inte knuten till något akademiskt institut. Han är son till schackstormästaren Wolfgang Unzicker.